# Бутримово
Бутримово (біл. вёска Буцрімаўа) — село в складі Вілейського району Мінської області, Білорусь. Село підпорядковане Любанській сільській раді, розташоване в північній частині області.